# 依卡洛蜥屬
依卡洛蜥屬（學名：Icarosaurus）是已滅絕雙孔亞綱爬行動物的一屬，化石發現於紐澤西州的Lockatong組，年代為三疊紀晚期，約2億2800萬年前。依卡洛蜥的第一個標本是在1960年代發現於紐澤西州。依卡洛蜥是蜥蜴與喙頭蜥的近親，從頭到臀部長度約10公分。化石只缺少部分尾巴、一些肋骨、手部、以及部分腿部。
如同其近親孔耐蜥，依卡洛蜥可藉用高度延展肋骨與皮膚所構成的翼，以短距離滑翔。這種滑翔方式可見於空尾蜥與現代的飛蜥，兩者都與依卡洛蜥沒有接近親緣關係。

## 發現與命名
在1960年，依卡洛蜥的唯一化石發現於紐澤西州北部，由一名青少年Alfred Siefker意外地發現於一個採石場。之後，這名青少年把化石交給美國自然史博物館研究、鑑定。在1966年，內德·科爾伯特（Edwin Harris Colbert）敘述、命名這些化石。模式種是I. siefkeri，屬名意為「伊卡洛斯蜥蜴」，種名則是以發現化石的Siefker為名。
這個標本持續由美國自然史博物館保管。在1989年，Alfred Siefker宣稱擁有這個化石的所有權，將化石要了回去。在2000年，Siefker透過舊金山的一家拍賣公司將化石賣出，最後以16萬7000美金拍賣出，只有原本估價的約一半。化石由Dick Spight of California買下，該公司在同年將化石捐給美國自然史博物館，美國自然史博物館則在同年7月重新展出化石。

## 大眾文化
依卡洛蜥出現在《恐龍紀元》（When Dinosaurs Roamed America）電視節目裡，利用滑翔來躲避腔骨龍。